# Valerică Găman
Marius Valeriu „Valerica” Găman (ur. 25 lutego 1989 w Krajowej) – rumuński piłkarz grający na pozycji środkowego obrońcy. Od 2023 roku jest zawodnikiem FC Hermannstadt.

## Kariera klubowa
Swoją karierę piłkarską Găman rozpoczął w klubie Universitatea Krajowa. W sezonie 2007/2008 awansował do kadry pierwszego zespołu. 8 marca 2008 zadebiutował w pierwszej lidze rumuńskiej w zremisowanym 2:2 wyjazdowym meczu z Unireą Urziceni. W Universitatei grał do końca 2010 roku.
Na początku 2011 roku Găman przeszedł do Dinama Bukareszt. W Dinamie swój debiut zaliczył 1 kwietnia 2011 w przegranym 1:2 wyjazdowym meczu z Universitateą Cluj. W Dinamie grał w rundzie wiosennej sezonu 2010/2011.
Latem 2011 Găman przeszedł do Astry Ploeszti. W nowym zespole swój debiut zanotował 21 sierpnia 2012 w wygranym 2:1 domowym meczu ze Steauą Bukareszt. W sezonie 2013/2014 wywalczył wicemistrzostwo Rumunii oraz zdobył Puchar Rumunii. Z kolei w sezonie 2014/2015 został z Astrą mistrzem kraju.
W 2016 roku Găman został zawodnikiem tureckiego klubu Kardemir Karabükspor. Zadebiutował w nim 10 września 2016 w przegranym 1:3 wyjazdowym meczu z Beşiktaşem JK. W Karabüksporze grał przez półtora roku.
W 2018 roku Găman przeszedł do Steauy Bukareszt. Swój debiut w niej zaliczył 3 lutego 2018 w zwycięskim 2:1 wyjazdowym spotkaniu z Gaz Metan Mediaș.
| Sezon   | Klub                  | Kraj    | Rozgrywki | Mecze | Bramki |
| ------- | --------------------- | ------- | --------- | ----- | ------ |
| 2007/08 | Universitatea Krajowa | Rumunia | Liga I    | 8     | 0      |
| 2008/09 | Universitatea Krajowa | Rumunia | Liga I    | 33    | 1      |
| 2009/10 | Universitatea Krajowa | Rumunia | Liga I    | 29    | 1      |
| 2010/11 | Universitatea Krajowa | Rumunia | Liga I    | 17    | 1      |
| 2010/11 | Dinamo Bukareszt      | Rumunia | Liga I    | 6     | 0      |
| 2011/12 | Astra Ploeszti        | Rumunia | Liga I    | 27    | 3      |
| 2012/13 | Astra Giurgiu         | Rumunia | Liga I    | 27    | 2      |
| 2013/14 | Astra Giurgiu         | Rumunia | Liga I    | 27    | 1      |
| 2014/15 | Astra Giurgiu         | Rumunia | Liga I    | 17    | 3      |
| 2015/16 | Astra Giurgiu         | Rumunia | Liga I    | 28    | 5      |
| 2016/17 | Kardemir Karabükspor  | Turcja  | Süper Lig | 17    | 0      |
| 2017/18 | Kardemir Karabükspor  | Turcja  | Süper Lig | 10    | 0      |
| 2017/18 | Steaua Bukareszt      | Rumunia | Liga I    |       |        |

## Kariera reprezentacyjna
W swojej karierze Găman rozegrał 16 meczów i strzelił 3 gole w reprezentacji Rumunii U-21. W dorosłej reprezentacji zadebiutował 11 listopada 2011 w przegranym 1:2 towarzyskim meczu z Belgią, rozegranym w Liège.

## Sukcesy

### Klubowe
Astra Giurgiu
- Mistrzostwo Rumunii: 2016
- Puchar Rumunii: 2014
- Superpuchar Rumunii: 2014